# Чарноцинек
Чарноцинек (пол. Czarnocinek) — село в Польщі, у гміні Стшеґово Млавського повіту Мазовецького воєводства.
Населення — 87 осіб (2011).
У 1975-1998 роках село належало до Цехановського воєводства.

## Демографія
Демографічна структура станом на 31 березня 2011 року:
|          | Загалом | Допрацездатний вік | Працездатний вік | Постпрацездатний вік |
| -------- | ------- | ------------------ | ---------------- | -------------------- |
| Чоловіки | 44      | 12                 | 24               | 8                    |
| Жінки    | 43      | 5                  | 26               | 12                   |
| Разом    | 87      | 17                 | 50               | 20                   |